# Sinergy
Sinergy – fińska grupa muzyczna wykonująca power metal, powstała w 1997 roku w Helsinkach.

## Historia
Zespół powstał w 1997 roku w Helsinkach. Skład utworzyli keyboardzistka i wokalistka Kimberly Goss, basista Sharlee D’Angelo, keyboardzistka Erna Siikavirta, perkusista Ronny Milianowicz oraz gitarzysta Jesper Strömblad. 21 czerwca 1999 roku został wydany debiut płytowy zespołu pt. Beware the Heavens. Materiał został zarejestrowany we współpracy z producentem muzycznym Fredrikiem Nordströmem. Wydawnictwo było promowane podczas europejskiej trasy koncertowej u boku Metalium i Primal Fear. Jeszcze w 1999 roku D’Angelo, Siikavirta, Milianowicz i Strömblad odeszli z zespołu. Goss zaprosiła do współpracy gitarzystów Alexi'ego Laiho i Roope Latvala, basistę Marco Hietalę, znanego z występów w zespole Tarot oraz perkusistę Tonmiego Lillmana, członka grupy To/Die/For.
26 czerwca 2000 roku ukazał się drugi album studyjny Sinergy pt. To Hell and Back. Na płycie zarejestrowanej ponownie we współpracy Nordströmem znalazło się osiem autorskich utworów oraz interpretacja "Hanging On The Telephone" z repertuaru zespołu Blondie. Materiał przysporzył zespołowi pierwszego sukcesu komercyjnego. Nagrania trafiły na 29. miejsce fińskiej listy przebojów – Suomen virallinen lista. W 2001 roku grupa nagrała cover "Gimme! Gimme! Gimme! (A Man After Midnight)" z repertuaru Abby, który trafił na kompilację pt. A Tribute To Abba. 7 stycznia 2002 roku ukazał się trzeci album studyjny formacji zatytułowany Suicide by My Side. Materiał uplasował się na 11. miejscu fińskiej listy przebojów. Nagrania były promowane teledyskiem do utworu tytułowego, który wyreżyserował Tuukka Temonen. Wkrótce potem z zespołu odeszli Marco Hietala i Tonmi Lillman, których zastąpili Lauri Porra i Janne „Abyssir” Parviainen.
Na początku 2005 roku grupa zaanonsowała premierę czwartego albumu studyjnego pt. Sins of the Past. Album początkowo miał zostać wydany 24 sierpnia 2005 roku, jednakże z niepodanych do publicznej wiadomości przyczyn jego premiera została przełożona na 6 marca 2006 roku. Nagrania ostatecznie nigdy nie trafiły do sprzedaży. W udzielonym w 2011 roku wywiadzie dla serwisu Ultimate-guitar.com gitarzysta – Alexi Laiho przyznał, iż zespół nie istnieje.

## Muzycy
| Ostatni skład zespołu - Kimberly Goss – śpiew, instrumenty klawiszowe (1997–2006) - Alexi Laiho – gitara elektryczna, śpiew (1999–2006) - Roope Latvala – gitara elektryczna (1999–2006) - Lauri Porra – gitara basowa (2002–2006) - Mats Karlsson – perkusja (2005–2006) |  | Byli członkowie zespołu - Sharlee D’Angelo – gitara basowa (1997–1999) - Marco Hietala – gitara basowa (1999–2002) - Jesper Strömblad – gitara elektryczna (1997–1999) - Ronny Milianowicz – perkusja (1997–1999) - Tonmi Lillman (zmarły) – perkusja (1999–2002) - Janne „Abyssir” Parviainen – perkusja (2005–2006) - Erna Siikavirta – instrumenty klawiszowe (1997–1999) |  | Muzycy koncertowi - Peter Huss – gitara elektryczna (1999) - Melanie Sisneros – gitara basowa (2002) |

## Dyskografia
| Beware the Heavens                      | - Data: 21 czerwca 1999 - Wydawca: Nuclear Blast | –  |
| To Hell and Back                        | - Data: 26 czerwca 2000 - Wydawca: Nuclear Blast | 29 |
| Suicide by My Side                      | - Data: 7 stycznia 2002 - Wydawca: Nuclear Blast | 11 |
| „–” oznacza, że album nie był notowany. |                                                  |    |

## Teledyski
| Tytuł                | Rok  | Reżyseria      | Album              | Źródło |
| -------------------- | ---- | -------------- | ------------------ | ------ |
| „Midnight Madness”   | 2000 | –              | To Hell And Back   | [ 13 ] |
| „Suicide By My Side” | 2002 | Tuukka Temonen | Suicide By My Side | [ 13 ] |